# آندرئا ککشی
آندرئا کِکِشی (مجاری: Kékesy Andrea؛ زادهٔ ۱۷ سپتامبر ۱۹۲۶) اسکیت‌باز نمایشی اهل مجارستان است.